# 觸手角鮟鱇
觸手角鮟鱇（学名：Ceratias tentaculatus）為輻鰭魚綱鮟鱇目棘茄魚亞目角鮟鱇科的其中一種，分布於南半球26°S-69°S海域，屬深海魚類，棲息深度100-2900公尺，雌魚體長可達88公分。

## 擴展閱讀
維基物種上的相關：觸手角鮟鱇